# Granjinha
Granjinha is een plaats (freguesia) in de Portugese gemeente Tabuaço en telt 52 inwoners (2001).

## Bezienswaardigheden
- Kerk van São Pedro das Águias

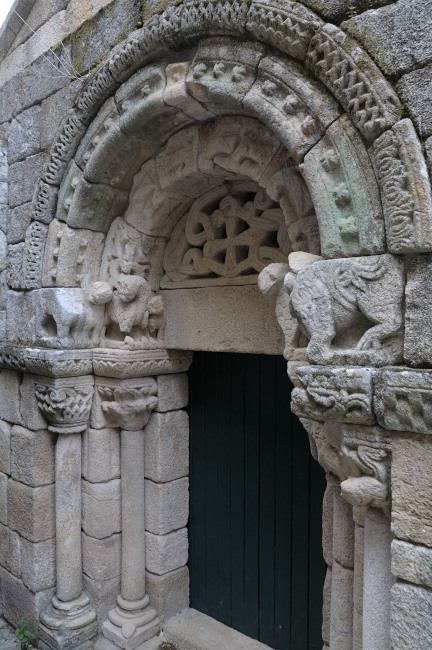
Antigo Mosteiro de São Pedro das Águias
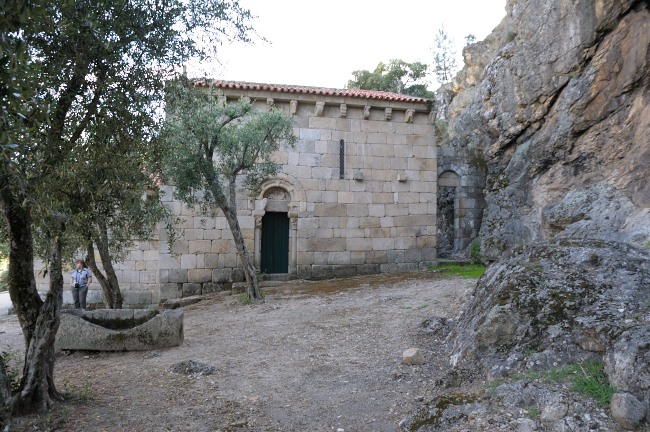
Antigo Mosteiro de São Pedro das Águias